# Knuta

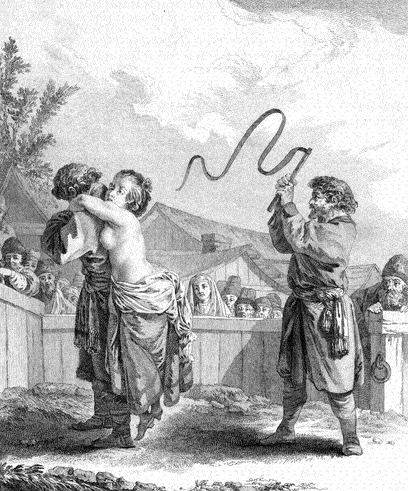
"Knuta" – tisk ze 17. století

Knuta (rusky кнут [knut]) byl mučicí nástroj útrpného práva používaný v Rusku od středověku do roku 1845.
Knuta byl tlustý kožený bič, jehož rány trhaly kůži oběti. Bití knutou sloužilo k vynucení přiznání při výslechu nebo jako těžší trest. Míra trestu byla určena počtem ran, kterých bývalo zpravidla 15 až 25, vzácné však nebyly ani tresty o 50 ranách. Dopad trestu na zdraví či život zločince závisel především na jeho fyzické síle a také na horlivosti vykonavatele trestu. K ohrožení na životě však mohlo dojít již po deseti ranách. Oběť byla zpravidla uvázána na ramena a ke kolenům jiného člověka jako nosiče a byla bičována knutou přes obnažená záda. Těžší formou bylo nejprve pověšení oběti za ruce svázané za zády tak, že došlo k jejich vykloubení v ramenou, a v této poloze byla oběť na zádech knutou zbičována určeným počtem ran.
V roce 1845 bylo užívání knuty v Rusku zrušeno trestním zákoníkem.

## Jiné významy
V přeneseném významu se používá k označení útisku a nesvobody (pod knutou).